# Mohammad Jegdalek
Mohammad Anwar Jegdalek ist ein afghanischer Politiker.

## Leben
Jegdalek war vor seiner politischen Karriere Ringer.
Er trat die Nachfolge des, am 8. Oktober 2010 bei einem Sprengstoffanschlag ums Leben gekommenen Mohammad Omar als Gouverneur der Provinz Kundus an.